# Ton (geologia)
Ton – najstarszy okres neoproterozoiku; trwał od 1 mld do 720 mln lat temu. Ton jest młodszy od stenu, a starszy od kriogenu. Rozpoczęły się w nim procesy prowadzące do rozpadu superkontynentu Rodinia. Około 900 milionów lat temu pojawiły się zwierzęta.